# Beeckmans de West-Meerbeeck

Geslachtswapen

Beeckmans de West-Meerbeeck is een geslacht waarvan leden sinds 1939 tot de Belgische adel behoren.

## Geschiedenis
De stamreeks gaat terug tot Jean Beeckmans die in 1541 burger werd van Antwerpen en daarmee voor het eerst wordt vermeld. Sinds 1772 waren leden van dit geslacht heer van West-Meerbeeck, en in de 20e eeuw verkregen leden die toenaam bijgevoegd aan hun geslachtsnaam Beeckmans; alle leden van het adellijke geslacht dragen de dubbele naam. Op 11 december 1939 werd Maurice Beeckmans de West-Meerbeeck (1876-1952) opgenomen in de erfelijke Belgische adel. Op 30 juli 1963 werd zijn neef in de zesde graad, Carlo Beeckmans de West-Meerbeeck (1903-1989), eveneens opgenomen in de erfelijke Belgische adel. Anno 2017 waren er nog acht mannelijke telgen in leven, de jongste geboren in 2013.

### Wapenbeschrijvingen
- 1939: In lazuur, een golvende rechterschuinbalk van zilver, vergezeld in het schildhoofd van een afgerukten leeuwenkop van goud, getongd van keel, en in den schildvoet van een ster met zes stralen van goud. Het schild getopt met eenen helm van zilver, getralied, gehalsband en omboord van goud, gevoerd en vastgehecht van lazuur, met wrong en dekkleeden van lazuur en van zilver. Helmteeken: een vlucht van lazuur en van zilver. Wapenspreuk: 'Proximo constans' van zilver, op eenen lossen band van lazuur.
- 1963: beschrijving van het schild analoog met die van de voorgaande open brieven. Het schild getopt met een helm van zilver, gekroond, getralied, gehalsband en omboord van goud, gevoerd en gehecht van azuur, met dekkleden van azuur en van zilver. Helmteken: een vlucht van azuur en van zilver. Wapenspreuk: 'Proximo constans' van zilver, op een losse band van azuur.

## Enkele telgen
Louis Beeckmans (1789-1853)
- Louis Beeckmans (1812-1886)
  - Jules Beeckmans de West-Meerbeeck (1850-1929)
    - Jhr. Maurice Beeckmans de West-Meerbeeck (1876-1952)
      - Jhr. François Beeckmans de West-Meerbeeck (1913-1989)
        - Jhr. Maurice Beeckmans de West-Meerbeeck (1949), chef de famille
- Léon Beeckmans(1827-1890)
  - Charles Beeckmans de West-Meerbeeck (1870-1959)
    - Jhr. Carlo Beeckmans de West-Meerbeeck (1903-1989), voorzitter van het Hof van Beroep van Brussel, met nageslacht tot heden
      - Jhr. Carlo Beeckmans de West-Meerbeeck (1929-2016); trouwde in 1955 met Anne-Marie Montens d'Oosterwyck (1933-2003), beeldhouwer

### Adellijke allianties
- Pouppez de Kettenis de Hollaeken (1875), Cardon de Lichtbuer (1904), De Walque (1928), De Gruben (1930), Van de Put (1945), De Schaetzen van Brienen (1945), Montens d'Oosterwyck (1955), De Wautier (1956), Verhaegen (1961), De Grand Ry (1969), Van Doorslaer de ten Ryen (1973), Kervyn de Meerendré (1980), De Montpellier d'Annevoie (1990), De Schietere de Lophem (1992), Coppieters de ter Zaele (2003)